# Казка про Трійку
«Казка про Трійку» — сатирична повість братів Аркадія і Бориса Стругацьких (1968), пов'язана спільними героями з повістю «Понеділок починається в суботу».

## Історія публікації, цензура
Планувався друк повісті в «Дитячій літературі» і в «Молодій гвардії», але обидва видавництва зненацька для авторів відмовилися. Існують два основні варіанти тексту: розлогий, вперше вийшов у журналі «Зміна» 1987 року; і короткий — для альманаху «Ангара» (спеціально «підігнаний» під обсяг)1968 року. Цей варіант мав складну долю: в 1969 році тираж альманаху «Ангара» (Іркутськ) був заборонений і вилучений з публічних бібліотек[джерело?], а головний редактор Ю. Самсонов отримав догану, а відтак був звільнений. Повість публікувалась за кордоном у журналі «Посів». У СРСР повість вийшла лише через 20 років після іркутського випадку. Варіанти відрізняються додатковими героями і сюжетними лініями.

## Сюжет

### «Змінівський варіант»
У книжкових виданнях містить громіздкий підзаголовок: «Історія непримиренної боротьби за підвищення трудової дисципліни, проти бюрократизму, за високий моральний рівень, проти знеособлення, за здорову критику і здорову самокритику, за особисту відповідальність кожного за зразкове утримання звітності і проти недооцінки власних сил».
Співробітники НДІЧАВО Привалов, Ойра-Ойра, Корнєєв і Амперян прибувають до Китежграда, де мають намір отримати у місцевих чиновників низку чудесних предметів та істот для інституту. Серед них — розумні клоп Говорун і спрут Спиридон, снігова людина Федір, Чорний ящик тощо. Незабаром вони виявляють, що Трійка з Раціоналізації та Утилізації Непояснених Явищ (ТРУНЯ) володіє одночасно абсолютною владою, обурливим невіглаством і карикатурною бюрократією. Склад Трійки — 1) голова-бюрократ товариш Лавр Федотович Вунюков, 2) істеричний активіст Рудольф Архипович Хлібовводов, 3) вічно згідний Фарфуркіс, ніколи і ніким не званий на ім'я та по батькові, 4) вічно сплячий (хоча іноді спроможний на репліки спросоння) полковник мотокавалерії плюс науковий консультант — знаменитий професор Амвросій Амбруазович Вибігалло, відомий дотепним невіглаством. Потрібні чудесні істоти і речі містяться в Колонії Непояснених явищ під керівництвом героїчного коменданта Зубо, їх періодично приходить фотографувати скандальний фотограф Найсморк.
Молодим ученим доводиться грати з ТРУНЯ в її бюрократичну гру, відбиваючи кожного підопічного і, в свою чергу, відбиваючись від нав'язування абсолютно непотрібних і псевдозагадкових предметів. Бюрократія Трійки має силу магії: Велика Кругла Печатка, за допомогою якої затверджуються рішення, робить постанови незаперечною реальністю. Так, коли ТРУНЯ приймає рішення про шкодочинність комариного болота, вона оголошує його трансцендентним, ірраціональним і отже — неіснуючим, і болото зникає з карти. У фіналі вчені нейтралізують ТРУНЯ, влаштувавши потік нових листів-заявок наукової громадськості на незрозумілі явища на адресу ТРУНЯ і створивши підкомісію у складі самих себе, роздавши потім самим собі шукані об'єкти.
Окремим виданням цей варіант вийшов у 1992 році в одному томі з повістю «Понеділок починається в суботу» і відтоді регулярно перевидається.

### «Ангарський варіант»
У другій версії «Казки» головних героїв двоє — Привалов і Амперян. Вони потрапляють у місто Тьмускорпіонь (яке замінює в цьому варіанті Китежград), розташоване на сімдесят шостому поверсі НДІЧАВО, на ліфті, який несподівано запрацював. У цьому варіанті Трійка спочатку була комісією міськкомгоспу («каналізаторами»), закинутою двадцять років тому (тобто в 1947 році) на ліфті в Тьмускорпіонь, яка згодом узурпувала там владу. У фіналі Трійку розганяють Крістобаль Хунта і Федір Симеонович Ківрін. У цьому варіанті відсутній полковник мотокавалерії — член Трійки, який вічно дрімав, а також деякі другорядні персонажі, пов'язані з Ойрою-Ойрою і Корнєєвим (спрут Спиридон, Рідкий прибулець та інші). Вперше перевидана в 1987 році в журналі «Соціалістична праця», наступні перевидання йдуть регулярно.

### «Змішаний» варіант 1989 року
Для двотомника «Вибраних творів» (Москва: Московський робочий, 1989) автори вирішили переробити повість. В основу цього варіанту було покладено «ангарську» редакцію, доповнену главою про спрута Спиридона і Рідкого прибульця. В іншому текст слідував «ангарській» редакції: Вибігалло був повноправним членом Трійки, полковник мотокавалерії був відсутній, дія відбувалася на 76-му поверсі НДІЧАВО тощо. Цей варіант перевидавався в 4-му томі першого повного зібрання творів Стругацьких видавництва «Текст» (1992 рік), причому в цьому виданні було додано епіграф з М. В. Гоголя: «Ех, трійка, птах-трійка, хто тебе вигадав?», було також додано підзаголовок зі «змінівської» редакції. Більше цей варіант не перевидавався, оскільки з 1997 року у всіх представницьких зібраннях творів публікуються зразу «змінівський» і «ангарський» варіанти.

### Чорновий варіант повісті
Вийшов в рамках проєкту «Невідомі Стругацькі» у книжковій серії «Світи братів Стругацьких» у видавництві «Сталкер» (Донецьк) 2006 року. Цей варіант, датований 25 березня 1967 року, почав відразу ж перероблятися авторами і став основою «змінівської редакції». Хлібовводов у цьому варіанті іменується Хлібоїдовим, голова Трійки тов. Вунюков іноді іменується Ванюковим, а комендант Зубо носить ім'я та по батькові Інокентій Пилипович. Фотограф Найсморк має прізвище Рабиновичев. Відрізняється також і фінал повісті, відсутня остання глава.

## Факти
- Прізвище героя Фарфуркіс було вигадане Іллею Варшавським. У середині 1960-х років Варшавський вирішив розіграти Бориса Стругацького, надіславши йому безграмотного листа «від шанувальника» з-за кордону — Мойри Фарфуркіса. Захоплений міжнародною популярністю, Борис Стругацький зачитав листа в компанії письменників, серед яких був і сам Варшавський.[1]
- Автори мали різні уподобання: Аркадію більше подобався «змінівський» варіант повісті, а Борису — «ангарський»[2].
- Вигадані середньовічні описи спрутів у «змінівському варіанті» були витягом із незакінченої повісті Стругацьких 1963 року «Дні Кракена[ru]».

## Алюзії
|                                                                     | Зараз у повісті Стругацьких «Суєта навколо дивана», наприклад, говорять трансгрессор, гіперполе, анізотропна модуляція або що-небудь таке ж наукоподібне - і справу зроблено: можна накручувати будь-які дива з казок всіх часів і народів. ... Відсутність прямої боротьби між дійовими особами сушить нашу фантастику, робить її менш привабливою для підлітків. Якою б свіжою, несподіваною, цікавою не була та чи інша ідея, але якщо навколо неї немає зіткнення характерів, немає чіткої соціальної розстановки сил, що борються, а отже - немає і яскравих пригод, сюжетних несподіванок, інтерес молодих читачів, та й не тільки молодих, розбуджений повною мірою не буде. На жаль, у наших фантастів пригоди носять суто службовий, головний характер, вони явно вигадані в кріслі, а не навіяні бурею боротьби, або пригод просто немає, як у згадуваній раніше повісті Стругацьких. Оригінальний текст (рос.) Сейчас в повести Стругацких «Суета вокруг дивана», например, говорят трансгрессор, гиперполе, анизотропная модуляция или что-нибудь такое же наукообразное — и дело сделано: можно накручивать любые чудеса из сказок всех времён и народов. … Отсутствие прямой борьбы между действующими лицами сушит нашу фантастику, делает её менее привлекательной для подростков. Как бы свежа, неожиданна, увлекательна ни была та или иная идея, но если вокруг неё нет столкновения характеров, нет чёткой социальной расстановки борющихся сил, а отсюда — нет и ярких приключений, сюжетных неожиданностей, интерес молодых читателей, да и не только молодых, разбужен в полной мере не будет. К сожалению, у наших фантастов приключения носят сугубо служебный, головной характер, они явно выдуманы в кресле, а не навеяны бурей борьбы, либо приключений просто нет, как в упоминавшейся ранее повести Стругацких. |
| — М. Ляшенко. Без прицела. // Лит. Россия, 26 ноября 1965. С. 16-17 | |

|                                | Нинішня молодь мало бореться, мало приділяє уваги боротьбі, немає у неї прагнення боротися далі, більше, боротися за те, щоб боротьба по-справжньому стала головним, першочерговим завданням всієї боротьби, але ж якщо вона, наша чудова, талановита молодь, і далі буде так мало боротися, то в цій боротьбі у неї залишиться мало шансів стати справжньою молоддю, що бореться, завжди зайнятою боротьбою за те, щоб стати справжнім борцем, який бореться за те, щоб його боротьба... Оригінальний текст (рос.) Нынешняя молодёжь мало борется, мало уделяет внимания борьбе, нет у неё стремления бороться дальше, больше, бороться за то, чтобы борьба по-настоящему стала главной, первоочередной задачей всей борьбы, а ведь если она, наша чудесная, талантливая молодёжь, и дальше будет так мало бороться, то в этой борьбе у неё останется мало шансов стать настоящей борющейся молодёжью, всегда занятой борьбой за то, чтобы стать настоящим борцом, который борется за то, чтобы его борьба… |
| — Фарфуркис, «Сказка о тройке» | |